# México Negro
Pour les articles homonymes, voir México Negro.
Mexico Negro (Mexique Noir) est une organisation afro-mexicaine de la société civile à but non lucratif, constituée en 1997 et qui a pour but l'organisation des communautés Afrodescendantes au Mexique.
C'est l'organisation pionnière dans la lutte des populations noires du Mexique pour leur reconnaissance constitutionnelle comme une des ethnies de la république mexicaine. Son siège principal se trouve dans la ville de Cuajinicuilapa, Guerrero.
Son actuel président[évasif] est Sergio Peñaloza Pérez, connu pour sa participation et son engagement dans le mouvement Afromexicain.

## Objectifs
- Lutter pour la reconnaissance constitutionnelle de la Population Noire du Mexique.
- Promouvoir le développement des communautés Afrodescendantes de la Costa Chica de Guerrero et Oaxaca et de tous les états du pays où existent des populations noires.
- Sauvegarder, promouvoir et diffuser nos traditions culturelles.
- Lutter contre tout type de discrimination.
- Lutter contre l'invisibilisation sociale et gouvernementale de la population noire.
- Gérer devant les instances correspondantes que soient inclus dans les programmes scolaires de l'éducation primaire les apports à l'économie à la culture et à la société, des Africains amenés au Mexique, de l'époque de l'esclavage jusqu'à nos jours[2].

## Événements et activités organisés
- Premier forum sur les Afrodescendants (José María Morelos, Oaxaca)
- Célébration du Jour Mondial de la Population, juin 2009 (José María Morelos, Oaxaca).
- Première et deuxième rencontres ibéroaméricaines contre la discrimination, l'exclusion sociale et la xénophobie, organisées à Mexico par la CONAPRED (Commission Nationale pour la Prévention des discriminations).
- Forum sur l'afrodescendence - Coordination Nationale d'Anthropologie et Histoire- juillet 2009, Mexico.
- Rencontre Internationale de la Famille Noire - Barlovento, Venezuela, 1999.
- Célébration de l'héritage Africain – Musée des Beaux-Arts Mexicain. Chicago États-Unis – 2008
- Deuxième Rencontre   Afro-latine: Salvador Bahia, Brésil, 2010.
- Marche pour la Paix - Martin Luther King Souhdfield, Michigan, États-Unis, 2011[3].

## Activités du Mexique Noir
- Ateliers: Peinture, sculpture, élaboration de masques, théâtre, papier mâché, préparation d'aliments, de médecine traditionnelle, agriculture, percussion et danse africaine.
- Implémentation de caisses d'épargne populaire.
- Gestion de ressources pour le financements de projets.
- Première réunion avec des leaders communautaires Collantes, Oaxaca 18 et 19 juillet 2009.
- Enquête socio-démographique, 2011. Pumnc - Oaxaca[4].

## Rencontre des populations noires
Il s'agit de l'assemblée générale annuelle des communautés afrodescendantes qui se déroule chaque année, avec pour objectif de mettre en valeur et penser les problématiques qu'elles vivent en tant que communautés ainsi qu'évaluer les activités réalisées. 